# Djarir ibn Atiyah
Djarir ibn `Atiyah al-Khatfi (în arabă: جرير بن عطية الخطفي التميمي‎) (n. 650 - d. 728) a fost un poet satiric arab.
A scris poezie panegirică, poeme elegiace și erotice, satire îndreptate împotriva rivalilor săi Al-Akhtal și Al-Farazdaq. Stilul său se remarcă precizia și bogăția vocabularului, finețea sentimentului și muzicalitate.

## Opera
- Polemica în versuri a lui Djarir împotriva lui Farazdaq ("Nazā'id Djarīr wa-l-Farazadaq")
- Polemica în versuri a lui Djarir împotriva lui Al-Achtal ("Naqā'id Djarīr wa-l-Achtal")